# Ely Ould Mohamed Vall
Coronel Ely Ould Mohamed Vall (em árabe: إعلي ولد محمد فال I‘lī Wald Muḥammad Fāl; 1953 - 5 de maio de 2017) foi um político e militar mauritano. Após um golpe de Estado em agosto de 2005, atuou como presidente militar transitório da Mauritânia até 19 de abril de 2007, quando renunciou ao poder para um governo eleito.